# Distretto di Pa Mok
Il distretto di Pa Mok (in thailandese: ป่าโมก) è un distretto (amphoe) della Thailandia, situato nella provincia di Ang Thong.